# GPS-рисование
GPS-рисование (англ. GPS Drawing; также известно как GPS-арт, и Strava-арт) — своеобразная форма искусства, метод рисования, когда художник использует устройство глобальной системы позиционирования (GPS) и следует по заранее запланированному маршруту для создания крупномасштабного изображения или текста на карте. Художники обычно ходят, бегают или ездят на велосипеде по маршруту. Автомобили, фургоны и даже самолёты могут быть также использованы для создания больших произведений. GPS-рисование отвечает на современные запросы общества и сочетает в себе любовь к искусству (рисование), путешествиям и новым технологиям. В современном технологичном обществе спутниковая навигация превратилась в модное, набирающее популярность увлечение, с помощью GPS и ГЛОНАСС создаются виртуальные глобальные граффити.

## Планирование
GPS-художники могут тратить много времени на поиск определённого изображения или текста, «спрятанного» на карте. Во многих городах и населённых пунктах расположение дорог и ландшафт ограничивает доступные маршруты, поэтому им приходится находить творческие способы показа своих картин или персонажей. В городах с частой сеткой улиц можно создать 8-битный стиль[неизвестный термин] или пиксельные изображения практически любого объекта или фигуры. Многие художники и энтузиасты создают сначала бумажные или цифровые карты маршрута, чтобы позже следовать по ним.
Художественный стиль
Существует множество подходов к GPS-рисованию, которые художник может выбрать в зависимости от способов передвижения и ландшафта.

### Только дороги, тропы и тропинки
Этот стиль использует только существующие дороги, пути, тропы и т. д., что иногда может усложнить поиск маршрута и планирование художественных работ. С другой стороны, следование подобными путями значительно упрощает навигацию, а художественные работы с большей вероятностью отразят первоначальный план. Таким образом создаётся большинство GPS-работ.

### Свободный стиль
Свободный стиль в GPS-рисовании предполагает, что художник создаёт своё произведение независимо от существующих на местности путей. Художники могут бегать или ездить на велосипеде по открытой местности, такой как парки, поля и автостоянки. Художники на любых транспортных средствах могут «рисовать» фигуры на больших открытых площадках, таких как пустыни, аэродромы и пляжи. Существуют произведения искусства, созданные с помощью самолётов и небольших судов. Любители используют эту технику, поскольку на открытом водном пространстве они не ограничены архитектурными сооружениями или физической географией.

### Соединяя точки
Приостановив работу GPS-устройства и перезапустив его в разных местах, художник может нарисовать прямые линии на карте аналогично головоломке «Соединить точки». Это означает, что можно нарисовать линии над физическими барьерами, такими как реки и холмы.

### Добавление дополнительных изображений
Некоторые художники добавляют дополнительные изображения или линии на карту после создания маршрута, так как они помогают зрителям наиболее полно увидеть, что именно нарисовано в данном произведении.

## Отображение
В современном мире GPS-рисование (GPS Drawing, GPS-art) существует достаточно долгое время и стало новым видом современного искусства: для этого своеобразного модного увлечения созданы специальные приложения для смартфонов, а для достижения цели — создания рисунка — люди используют не только ноги и велосипед, но и поезда, автомобили и даже самолёты. Модное течение имеет известных приверженцев, узнаваемых на протяжении нескольких лет, у него есть собственный сайт. Созданы обширные галереи, специальные программы для обработки маршрутов и получения рисунков, а достижения в области GPS-рисования регистрируются официально. Многие апологеты считают GPS-рисование замечательным способом провести время на свежем воздухе, одновременно занимаясь спортом, создавая объекты искусства и экспериментируя с технологиями — всё сразу.
Большинство людей используют приложения для сопоставления маршрутов или другие службы для отображения своих рисунков в Интернете и публикации в социальных сетях. Популярные приложения — Strava, Map My Run и Garmin. Многие художники также импортируют свой маршрут в Карты Google, Open Streetmap, Viewranger и другие картографические сервисы по созданию маршрутов на карте. Некоторые художники используют собственные карты цветов, а затем выбирают контрастные цвета для своего маршрута и создания ярких изображений.
Художник Джереми Вуд часто показывает свои рисунки, удаляя карту. Его рисунки настолько подробны, что можно увидеть формы зданий или узнать ландшафт в линиях на карте. «Traverse Me» не только подробно отображает студенческий городок Уорикского университета, но также включает в себя название карты, текст и изображение компаса, масштаб, подпись, даты и т. д. Он сделал этот рисунок, пройдя 383 км за 17 дней.
Вуд специализируется на работах в общественных местах, сочетая оригинальный подход к прочтению местности и созданию рисунков. Его работы выставлялись на международном уровне, они находятся в постоянной коллекции музея Лондонского транспорта, в крупнейшем в мире музее декоративно-прикладного искусства и дизайна Музее Виктории и Альберта (V & A), а также в Лондонском Университете Искусств (UAL). Художник провёл многочисленные лекции и мастер-классы по GPS-рисованию и картографии в школах, музеях и галереях и продолжает делать рисунки и карты в ежедневных поездках с GPS.
Художник и картограф Джереми Вуд побил прежний рекорд по созданию самого большого GPS-рисунка. Проделав путь в 44 тысячи км по Великобритании, за 44 дня он нарисовал к празднику Хеллоуин с помощью GPS и хетчбэка Vauxhall Corsa нового поколения рисунок — тыкву с колпаком, мышей и надпись. Рисунок в виде линий и точек на карте составил 9,78 тысячи км, и это на 2,5 тысячи километров больше, чем предыдущий рекорд.

## Примеры, известные исполнители
Идея была впервые реализована художниками Хью Прайором и Джереми Вудом. Они рисовали рыбу шириной более 20 км в Оксфордшире, пауков с ногами длиной более 33 км в Порт-Медоу, Оксфорд, и «самого большого в мире „IF“», чья общая длина составила 537 км. Высота рисунка в типографских единицах 319 334 400 точек. Типичные компьютерные шрифты со стандартным разрешением составляют от 8 до 12 пунктов.
Самым крупным GPS-рисунком, не оформленным официально, стало создание в 2015 году надписи на карте «PEACE on Earth», когда художник проехал 60 794,07 км от Токио до Сан-Хосе-дель-Кабо (Мексика) и надписи «MARRY ME (7 163,67 км)», официально зарегистрированной как рекорд в 2010 году. Оба рисунка были созданы GPS-художником Yassan.

«Прослеживая историю искусства GPS, вы можете провести чёткую линию художественной эволюции современных художников GPS, начиная с Ричарда Лонга и его прогулок по сельской местности в Англии до древних линий Наска в Перу Майкла Хайзера и его работы с треками для мотоциклов в пустыне Невада».

GPS-художник Yassan
В 2016 году музыканты Шон Дэвид Бусвелл (англ. Shaun Buswell) и Эрик Нюберг (англ. Erik Nyberg) путешествовали по Соединённому Королевству, рисуя 400-мильный пенис на карте Англии и Шотландии.
В 2018 году художник Натан Рей создал рисунок #WeLoveManchester в рамках годовщины теракта в Манчестере в 2017.
Одним из самых плодовитых GPS-художников является художник из Балтимора (США), школьный учитель средней школы Майкл Уоллес, известный как WalleyGPX который по состоянию на октябрь 2018 года создал более 500 произведений GPS-искусства. Он использует карандаш и бумагу для планирования маршрутов в своём родном городе, а затем использует его улицы как холст, выводя колёсами горного велосипеда рисунки на карте.
В России также существуют любители создания оригинальных GPS-рисунков. В 2018 году в Санкт-Петербурге с помощью GPS, автомобиля и спутникового коммуникатора на карте города был нарисован петербургский символ — рыба корюшка. Ранее, в 2014 году был реализован уникальный «Проект-экспедиция Россия 2014»: на карте страны было нарисовано слово «Россия». Заглавная буква «Р» потребовала поездки по 9 городам, а последняя буква — «я» — закончена, когда участники завершили автопробег длиной более 20000 километров во Владивостоке.

### Отображение в поп-культуре
В эпизоде «Шерлок при смерти» британского телесериала «Шерлок» главный герой своим GPS-маршрутом нарисовал послание Майкрофту Холмсу. В кадре появляется надпись на карте: «UCK OFF».